# Bratrská škola (Prostějov)
Bratrská škola v Prostějově byla postavena v 16. století Jednotou bratrskou. Působili na ní např. Jan Blahoslav nebo Jan ze Žerotína. 
Jednota bratrská působila v Prostějově již od konce 15. století. Stavba Bratrské školy s renesančními prvky vznikla v polovině 16. století. Byla uzavřena v období po bitvě na Bílé hoře, roku 1621 odešel z města do exilu poslední evangelický kněz a správci sboru. Budova bývalé školy na dnešní Kostelecké ulici je zděná s přízemní dřevěnou verandou se vstupem na západní straně. Cenný je motiv dvou světců na zdi a zbytky sgrafitové výzdoby z roku 1567. Interiér prošel radikálními změnami v 19. a 20. století.